# بينت فريسي (ثيسالونيكي)
بينت فريسي (Πέντε Βρύσαι) هي مدينة في ثيسالونيكي في مقاطعة فوريا إلادا في اليونان.